# Бережинка (Новгородковская поселковая община)
Бережи́нка (укр. Бережинка) — село в Новгородковской поселковой общине Кропивницкого района Кировоградской области Украины.
До 2020 года входило в Новгородковский район
Население по переписи 2001 года составляло 125 человек. Почтовый индекс — 28212. Телефонный код — 5241. Код КОАТУУ — 3523483602.